# Saint-Sornin-la-Marche
Saint-Sornin-la-Marche (tiếng Occitan: Sent Sòrnin la Marcha) là một xã của tỉnh Haute-Vienne, thuộc vùng Nouvelle-Aquitaine, miền trung nước Pháp.